# Rianápolis
Rianápolis är en kommun i Brasilien.   Den ligger i delstaten Goiás, i den centrala delen av landet, 170 km väster om huvudstaden Brasília. Antalet invånare är 4 556.
Omgivningarna runt Rianápolis är huvudsakligen savann. Runt Rianápolis är det glesbefolkat, med 18 invånare per kvadratkilometer.